# Mark Scheifele
Mark Scheifele (* 15. března 1993) je kanadský profesionální hokejový útočník právě hrající za tým Winnipeg Jets v National Hockey League (NHL). V roce 2011 byl draftován v prvním kole na 7. místě týmem Winnipeg Jets a ve stejném roce podepsal s tímto týmem nováčkovskou smlouvu na 3 roky.

## Hráčská kariéra
V roce 2012 na juniorském šampionátu skončil s kanadským týmem na 3. místě. V sezóně 2011/12 odehrál prvních 7 zápasů v NHL a 19. října 2011 vstřelil svůj první gól proti týmu Toronto Maple Leafs. V sezoně 2013/14 už odehrál celou sezónu ve Winnipeg Jets a v 63 zápasech nasbíral 34 bodů za 13 gólů a 21 asistencí. V roce 2014 byl nominován na seniorské mistrovství světa v Bělorusku, kde skočil s kanadským týmem na 5. místě a v roce 2016 získal zlatou medaili na mistrovství světa v Rusku, což byl první velký úspěch v jeho mladé kariéře.

## Ocenění a úspěchy
- 2010 GOJHL – Nováček roku
- 2011 CHL – Top Prospects Game
- 2011 OHL – Nejlepší nahrávač mezi nováčcích
- 2011 OHL – Druhý All-Rookie Tým
- 2011 MS-18 – Top tří nejlepších hráčů v týmu
- 2013 OHL – Nejlepší nahrávač v playoff
- 2013 OHL – Nejproduktivnější hráč v playoff
- 2013 MSJ – Top tří nejlepších hráčů v týmu
- 2017 MS – Top tří nejlepších hráčů v týmu
- 2019 NHL – All-Star Game
- 2020 NHL – All-Star Game

## Prvenství
- Debut v NHL – 9. října 2011 (Winnipeg Jets proti Montreal Canadiens)
- První gól v NHL – 19. října 2011 (Toronto Maple Leafs proti Winnipeg Jets, kanadskému brankáři James Reimer)
- První asistence v NHL – 4. října 2013 (Winnipeg Jets proti Los Angeles Kings)
- První hattrick v NHL – 5. března 2016 (Winnipeg Jets proti Montreal Canadiens)

## Klubová statistika
| Sezóna      | Klub               | Soutěž      |     | Základní část | Základní část | Základní část | Základní část | Základní část |    | Play off | Play off | Play off | Play off | Play off |
| Sezóna      | Klub               | Soutěž      | Z   | G             | A             | B             | TM            | Z             | G  | A        | B        | TM       |          |          |
| 2010/11     | Barrie Colts       | OHL         | 66  | 22            | 53            | 75            | 35            | —             | —  | —        | —        | —        |          |          |
| 2011/12     | Barrie Colts       | OHL         | 47  | 23            | 40            | 63            | 36            | 13            | 5  | 7        | 12       | 12       |          |          |
| 2011/12     | St. John's IceCaps | AHL         | —   | —             | —             | —             | —             | 10            | 0  | 1        | 1        | 2        |          |          |
| 2011/12     | Winnipeg Jets      | NHL         | 7   | 1             | 0             | 1             | 0             | —             | —  | —        | —        | —        |          |          |
| 2012/13     | Winnipeg Jets      | NHL         | 4   | 0             | 0             | 0             | 0             | —             | —  | —        | —        | —        |          |          |
| 2013/14     | Winnipeg Jets      | NHL         | 63  | 13            | 21            | 34            | 14            | —             | —  | —        | —        | —        |          |          |
| 2014/15     | Winnipeg Jets      | NHL         | 82  | 15            | 34            | 49            | 24            | 4             | 0  | 1        | 1        | 4        |          |          |
| 2015/16     | Winnipeg Jets      | NHL         | 71  | 29            | 32            | 61            | 48            | —             | —  | —        | —        | —        |          |          |
| 2016/17     | Winnipeg Jets      | NHL         | 79  | 32            | 50            | 82            | 38            | —             | —  | —        | —        | —        |          |          |
| 2017/18     | Winnipeg Jets      | NHL         | 60  | 23            | 37            | 60            | 18            | 17            | 14 | 6        | 20       | 10       |          |          |
| 2018/19     | Winnipeg Jets      | NHL         | 82  | 38            | 46            | 84            | 38            | 6             | 2  | 3        | 5        | 8        |          |          |
| 2019/20     | Winnipeg Jets      | NHL         | 71  | 29            | 44            | 73            | 45            | 1             | 0  | 0        | 0        | 0        |          |          |
| 2020/21     | Winnipeg Jets      | NHL         | 56  | 21            | 42            | 63            | 12            | 5             | 2  | 3        | 5        | 17       |          |          |
| 2021/22     | Winnipeg Jets      | NHL         | 67  | 29            | 41            | 70            | 23            | —             | —  | —        | —        | —        |          |          |
| 2022/23     | Winnipeg Jets      | NHL         | 81  | 42            | 26            | 68            | 43            | 4             | 1  | 0        | 1        | 4        |          |          |
| 2023/24     | Winnipeg Jets      | NHL         | 74  | 25            | 47            | 72            | 57            | 5             | 2  | 4        | 6        | 0        |          |          |
| NHL celkově | NHL celkově        | NHL celkově | 797 | 297           | 420           | 717           | 360           | 42            | 21 | 17       | 38       | 43       |          |          |

## Reprezentace
| Rok                       | Tým                       | Soutěž                    | Z  | G  | A  | B  | TM |
| ------------------------- | ------------------------- | ------------------------- | -- | -- | -- | -- | -- |
| 2011                      | Kanada 18                 | MS-18                     | 7  | 6  | 2  | 8  | 2  |
| 2012                      | Kanada 20                 | MSJ                       | 6  | 3  | 3  | 6  | 0  |
| 2013                      | Kanada 20                 | MSJ                       | 6  | 5  | 3  | 8  | 2  |
| 2014                      | Kanada                    | MS                        | 8  | 2  | 2  | 4  | 0  |
| 2016                      | Kanada                    | MS                        | 9  | 4  | 5  | 9  | 0  |
| 2016                      | Tým Severní Amerika       | SP                        | 3  | 0  | 1  | 1  | 2  |
| 2017                      | Kanada                    | MS                        | 10 | 3  | 5  | 8  | 8  |
| Juniorská kariéra celkově | Juniorská kariéra celkově | Juniorská kariéra celkově | 19 | 14 | 8  | 22 | 4  |
| Seniorská kariéra celkově | Seniorská kariéra celkově | Seniorská kariéra celkově | 30 | 9  | 13 | 22 | 10 |